# Bolingbrook
Bolingbrook é uma vila localizada no estado americano de Illinois, no Condado de DuPage e Condado de Will. A vila foi fundada em século XIX.

## Demografia
Segundo o censo americano de 2000, a sua população era de 56.321 habitantes. 
Em 2006, foi estimada uma população de 69.881, um aumento de 13560 (24.1%).

## Geografia
De acordo com o United States Census Bureau tem uma área de 
53,7 km², dos quais 53,1 km² cobertos por terra e 0,6 km² cobertos por água.

## Localidades na vizinhança
O diagrama seguinte representa as localidades num raio de 12 km ao redor de Bolingbrook. 